# Экспоненциал
Экспоненциал — теоретико-категорный аналог множества функций в теории множеств. Категории, в которых существуют конечные пределы и экспоненциалы, называются декартово замкнутыми.

## Определение
Пусть в категории {\displaystyle C} существуют бинарные произведения. Тогда экспоненциал {\displaystyle Z^{Y}} можно определить как универсальный морфизм из функтора {\displaystyle [-]\times Y} в {\displaystyle Z}. (Функтор {\displaystyle [-]\times Y} из {\displaystyle C} в {\displaystyle C} отображает объект {\displaystyle X} в {\displaystyle X\times Y} и морфизмы {\displaystyle \varphi } в {\displaystyle \varphi \times \mathrm {id} _{Y}}).
Более явно, экспоненциал {\displaystyle Z^{Y}} объектов {\displaystyle Z} и {\displaystyle Y} — это такой объект, вместе с морфизмом {\displaystyle eval\colon Z^{Y}\times Y\to Z}, называемым отображением оценки, что для любого объекта {\displaystyle X} и морфизма {\displaystyle g\colon X\times Y\to Z} существует единственный морфизм {\displaystyle \lambda g\colon X\to Z^{Y}}, для которого следующая диаграмма коммутативна:
Если экспоненциал {\displaystyle Z^{Y}} существует для всех {\displaystyle Z} в {\displaystyle C}, то функтор, отправляющий {\displaystyle Z} в {\displaystyle Z^{Y}} является правым сопряжённым к {\displaystyle [-]\times Y}. В этом случае существует естественная биекция:
{\displaystyle \mathrm {Hom} (X\times Y,Z)\cong \mathrm {Hom} (X,Z^{Y})}.

## Примеры
В категории множеств экспоненциал {\displaystyle Z^{Y}} — это множество всех функций из {\displaystyle Y} в {\displaystyle Z} (кардинальная степень). Для любого отображения {\displaystyle g\colon (X\times Y)\rightarrow Z} отображение {\displaystyle \lambda g\colon X\to Z^{Y}} — это каррированная форма {\displaystyle g}:
{\displaystyle \lambda g(x)(y)=g(x,y)}.
В категории топологических пространств экспоненциал {\displaystyle Z^{Y}} существует, если {\displaystyle Y} — локально компактное хаусдорфово пространство. В этом случае {\displaystyle Z^{Y}} — это множество непрерывных функций из {\displaystyle Y} в {\displaystyle Z} с компактно-открытой топологией. Если {\displaystyle Y} не локально компактное хаусдорфово пространство, экспоненциал может не существовать (пространство {\displaystyle Z^{Y}} будет существовать, но отображение {\displaystyle \lambda } может перестать быть непрерывным). По этой причине категория топологических пространств не является декартово замкнутой.